# Portada/article agost 31

## Litoria aurea
Litoria aurea és una granota arborícola terrestre originària de l'est d'Austràlia. Pot mesurar fins a onze centímetres de longitud, cosa que en fa una de les granotes més grans d'Austràlia.
Moltes poblacions, especialment a la regió de Sydney, viuen en zones que sovint són pertorbades per l'acció humana. Tot i que antigament fou una de les granotes més comunes del sud-est d'Austràlia, L. aurea ha sofert un important declivi de la població, que és la causa per la qual actualment ha estat classificada com a globalment vulnerable. La xifra d'individus ha continuat davallant i aquesta granota està amenaçada per la pèrdua i degradació del seu hàbitat, la contaminació, la pressió d'altres espècies introduïdes, i l'acció de paràsits i patògens, entre els que cal incloure el quitridiomicet Batrachochytrium dendrobatidis.